# Eksplozja w Riobamba (2002)
Eksplozja w Riobamba – eksplozja w mieście Riobamba, w Ekwadorze miała miejsce w bazie wojskowej, w największej w kraju podziemnej składnicy broni, 20 listopada 2002 roku. Detonacja pojedynczego granatu spowodowała serię wybuchów i pożarów. Zginęło 7 osób, a 538 zostało rannych. Trzeba było ewakuować mieszkańców w promieniu 15 km, a uszkodzonych zostało 18 000 mieszkań.